# Jamal Ouariachi
Jamal Ouariachi (Amsterdam, 8 december 1978) is een Nederlands schrijver.

## Biografie
Ouariachi heeft een Nederlandse moeder en een Marokkaanse vader. Hij doorliep het Barlaeus Gymnasium, tot hij daar halverwege de vijfde klas van verwijderd werd. Tussen 2000 en 2008 studeerde hij psychologie aan de Universiteit van Amsterdam. Een tijd lang was hij werkzaam als (online) therapeut. Tegenwoordig is hij fulltime schrijver.

## Werk
In augustus 2010 debuteerde Ouariachi bij uitgeverij Querido met de roman De vernietiging van Prosper Morèl. Een verhaal van zijn hand, Zopor, verscheen in de bloemlezing Agents-Provocateurs: 20 onder 35 (2011), een selectie van de origineelste jonge schrijvers van nu. Verder schreef hij verhalen, artikelen en polemieken voor onder meer nrc.next, HP/De Tijd, De Revisor en Knack. In 2013 verscheen de roman Vertedering, die werd genomineerd voor de BNG Bank Literatuurprijs en De Gouden Boekenuil. Daarna schreef Ouariachi de roman 25, het eerste deel van de trilogie 25-45-70, waarvan de twee andere delen zijn geschreven door David Pefko (45) en Daan Heerma van Voss (70). Op 12 mei 2015 verscheen zijn roman Een honger bij Uitgeverij Querido. In 2017 verscheen Herinneringen in aluminiumfolie, een verhalenbundel.
Voor Een honger heeft hij de Literatuurprijs van de Europese Unie in 2017 gewonnen.
Voor zijn bijdrage aan het publiek debat heeft hij in 2023 de eerste Vrij Links Vrijmoedigheidsprijs gewonnen.